# 현생누대

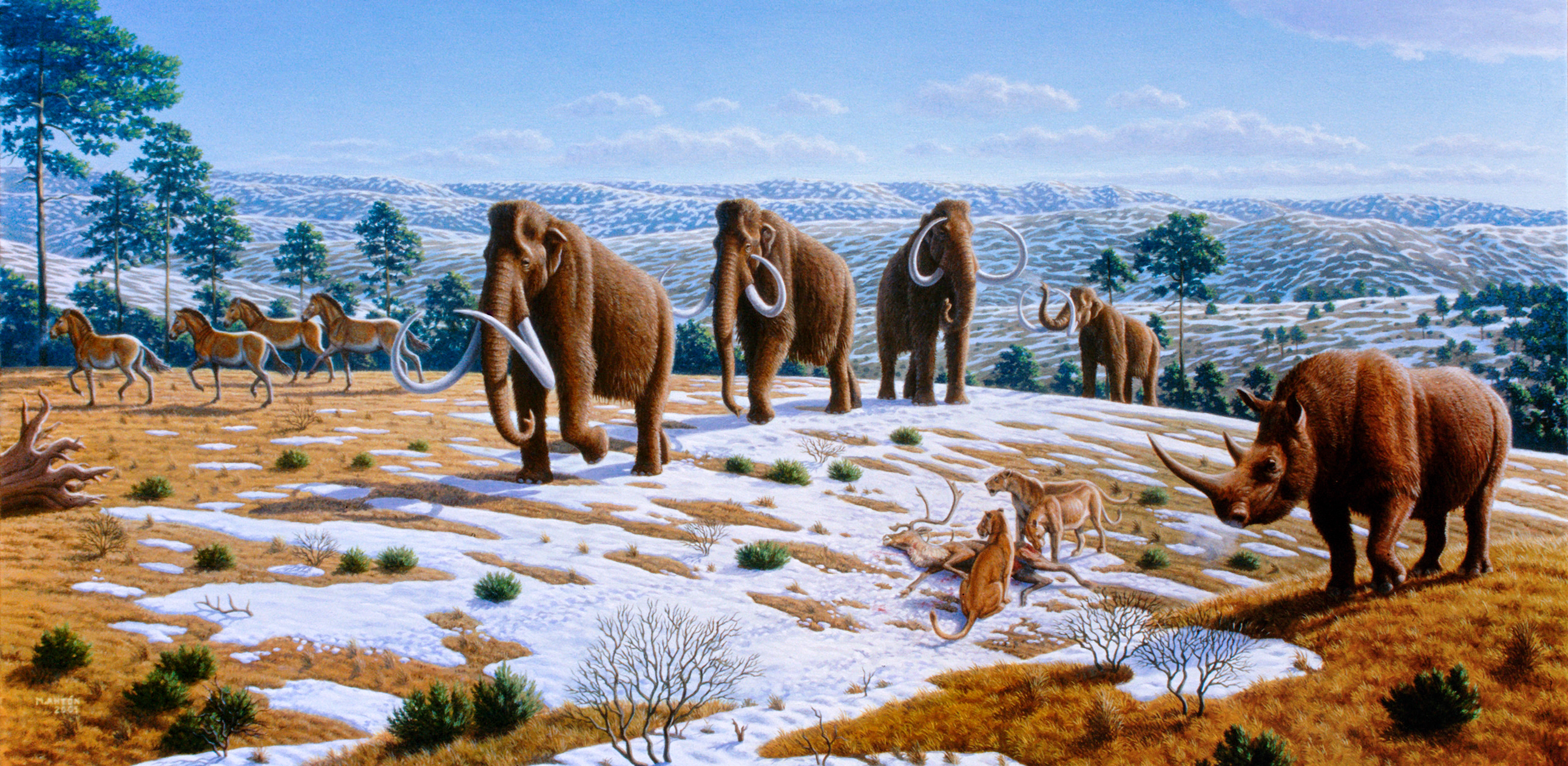

현생누대(顯生累代,Phanerozoic Eon)는 지질 시대의 구분으로, 약 5억 4200만년전부터 현재까지에 해당한다. 동물과 공룡이 번성했다.
현생누대는 다시 고생대, 중생대, 신생대로 나뉜다. 현생누대 이전의 시대는 원생누대이다.